# Distretto di Pankow
Il distretto di Pankow (IPA: [ˈpaŋkoː]; in tedesco Bezirk Pankow) è il terzo distretto di Berlino. Al 31 dicembre 2021 la sua popolazione era di 413 168 abitanti.
È il più popoloso dei distretti cittadini e, dopo Treptow-Köpenick, il secondo in ordine di superficie.
Pankow è il quartiere con il maggior numero di nascite della città, grazie anche ai nuovi berlinesi che si sono trasferiti qui dopo il 1995.

## Amministrazione
L'amministrazione distrettuale ha sede al Rathaus Pankow, nel quartiere omonimo.

Il sindaco distrettuale (Bezirksbürgermeister) in carica è Matthias Köhne, della SPD.

### Suddivisione amministrativa
Il distretto di Pankow è diviso in 13 quartieri (Ortsteil):
- 0301 Prenzlauer Berg
- 0302 Weißensee
- 0303 Blankenburg
- 0304 Heinersdorf
- 0305 Karow
- 0306 Stadtrandsiedlung Malchow
- 0307 Pankow
- 0308 Blankenfelde
- 0309 Buch
- 0310 Französisch Buchholz
- 0311 Niederschönhausen
- 0312 Rosenthal
- 0313 Wilhelmsruh

### Gemellaggi
Il distretto di Pankow è gemellato con:
- Ascalona, dal 1994
- Kołobrzeg, dal 1994

## Storia
Il distretto di Pankow fu creato nel 1920 come suddivisione amministrativa della nuova "Grande Berlino".

Comprendeva, oltre a Pankow, i comuni rurali (Landgemeinde) di Blankenburg, Blankenfelde, Buch, Buchholz, Heinersdorf, Karow, Niederschönhausen e Rosenthal (parte ovest), e i territori agricoli (Gutsbezirk) di Blankenburg, Blankenfelde, Buch, Niederschönhausen e Rosenthal. I comuni inglobati, uniti ai loro Gutsbezirk, divennero quartieri del nuovo distretto.

Nel 1938 fu creato il nuovo quartiere di Wilhelmsruh, scorporandolo da Rosenthal.

Nel 1945 il distretto fu assegnato al settore di occupazione sovietico e quindi a Berlino Est.

Nel 1986 i quartieri di Blankenburg, Heinersdorf e Karow furono scorporati dal distretto di Pankow ed assegnati a quello di Weißensee.

Nel 2001, nell'ambito della riforma amministrativa dei distretti di Berlino, furono accorpati a Pankow anche i vecchi distretti di Prenzlauer Berg e Weißensee, rendendolo il distretto più popoloso di Berlino.

## Trasporto pubblico
Pankow è collegata dalle linee della S-Bahn S1, S2, S25, S26, S41, S42, S8 e S85. Quasi l'intera sezione dell'anello orientale della Ringbahn corre nel distretto, con le stazioni della S-Bahn Storkower Straße, Landsberger Allee, Greifswalder Straße, Prenzlauer Allee e Schönhauser Allee.
Ci sono cinque stazioni della metropolitana della linea U2 nel distretto di Pankow: nel quartiere di Prenzlauer Berg le stazioni Senefelderplatz, Eberswalder Straße e Schönhauser Allee, e nel quartiere di Pankow le stazioni Vinetastraße e Pankow. Le stazioni di Schönhauser Allee e Pankow sono stazioni di trasferimento con la S-Bahn.
Il mezzo di trasporto principale del distretto rimane comunque il tram, che si suddivide in 3 rami in direzione nord dalla stazione di Schönhauser Allee.

## Lista dei sindaci distrettuali (Bezirksbürgermeister) di Pankow
- Gustav Stawitz (1920-1921)
- Wilhelm Kubig (1921-1924)
- Hans Meißner (DVP/NSDAP) (1924-1944)
- Bernhard Ahmels (NSDAP) (1944-1945)
- Bruno Mätzchen (KPD/SED) (1945-1946)
- Fritz Schmidt (SPD) (1946)
- Erich Ryneck (SPD) (1946-1948)
- Heinz Gahren (LDPD) (1948-1950)
- Hermann Selbach (LDPD) (1950-1951)
- Martin Dietrich (LDPD) (1951-1952)
- Friedel Weiss (SED) (1953-1961)
- Gerhard Kirchbaum (SED) (1961-1971)
- Horst Ansorge (SED) (1971-1981)
- Hans Walter (SED) (1981-1988)
- Heinz Mohn (SED) (1988-1989)
- Uwe Hauser (SED) (1989-1990)
- Nils Busch-Petersen (senza partito) (1990)
- Harald Lüderitz (SPD) (1990-1992)
- Jörg Richter (SPD) (1992-1999)
- Gisela Grunwald (PDS) (1999-2001)
- Alex Lubawinski (SPD) (2001-2002)
- Burkhard Kleinert (PDS/Linkspartei) (2002-2006)
- Matthias Köhne (SPD) (2006-...)